# 九頭駙馬
九頭駙馬（きゅうとうふば）は、小説『西遊記』に登場する妖魔。
乱石山碧波潭（らんせきさんへきはたん）に住む万聖竜王の娘婿で、第六十二回に登場する。
武器は月牙産。九つの頭を持ち、正体は九頭虫（九頭鳥）。

## エピソード
九頭駙馬は竜王と共謀し、金光寺の黄金の宝塔を血の雨で汚して舎利を盗む。金光寺を訪れた三蔵一行が寺の掃除をしていると妖怪の話し声が聞こえた。妖怪を捕まえると九頭駙馬が宝物を盗んだことを白状する。その妖怪に道案内をさせて乱石山碧波潭へと向かい、九頭駙馬を悟空と八戒の二人が追い詰める。すると九頭駙馬は九頭虫の姿となり、八戒をさらって逃げる。悟空が八戒を取り戻して岸の上に帰ると、狩りへ行っていた七聖兄弟が通りかかり、退治を協力してもらう。皆で乱石山碧波潭まで戻り逃げてきて九頭駙馬と戦うと、またしても九頭駙馬は九頭虫に変わり、七聖兄弟を噛もうとした。が、連れていた猟犬が噛みつき、痛みに耐えかねて逃げて行った。